# Pistolet maszynowy Bechowiec-2
Bechowiec-2 – polski pistolet maszynowy wzorowany na STEN-ie opracowany przez Jana Swata ps. „Orzeł”, członka Batalionów Chłopskich. Zasada działania oparta była na odrzucie zamka swobodnego. Magazynek był umieszczony z boku broni. Twórca przed śmiercią pod koniec czerwca 1944 roku zmontował 2 pistolety. Bechowiec-2 przekazany w 1945 przez brata konstruktora UB nie zachował się.